# Жі (Женева)
Жі (фр. Gy) — громада  в Швейцарії в кантоні Женева.

## Географія
Громада розташована на відстані близько 120 км на південний захід від Берна, 11 км на північний схід від Женеви.
Жі має площу 3,3 км², з яких на 8,2% дозволяється будівництво (житлове та будівництво доріг), 59,2% використовуються в сільськогосподарських цілях, 30,7% зайнято лісами, 1,9% не є продуктивними (річки, льодовики або гори).

## Демографія
2019 року в громаді мешкало 483 особи (+8,3% порівняно з 2010 роком), іноземців було 18,6%. Густота населення становила 147 осіб/км².
За віковим діапазоном населення розподілялося таким чином: 24,8% — особи молодші 20 років, 58,2% — особи у віці 20—64 років, 17% — особи у віці 65 років та старші. Було 161 помешкань (у середньому 3 особи в помешканні).
Із загальної кількості 103 працюючих 31 був зайнятий в первинному секторі, 19 — в обробній промисловості, 53 — в галузі послуг.